# ダンドラン球面

ダンドラン球面（水色の円錐と黄色く示された円錐断面に接する2つの球P1とP2）

ダンドラン球面もしくはダンドラン球とは、円錐面および円錐面と交わる1つの平面に接する1つもしくは2つの球である。ただし、ここでいう円錐面とは線分ではなく直線の集合であり、1点(円錐の頂点)を挟んで2方向に限りなく広がる2葉1対の曲面である。円錐面と交わる平面を円錐断面、断面に現れる曲線を円錐曲線という。ダンドラン球面は円錐曲線の焦点で接する。そのため、ダンドラン球面は焦点球（focal spheres）とも呼ばれる。
ダンドラン球面は1822年に発見され、ベルギーの数学者ジェルミナル・ピエール・ダンドランにちなんで名付けられた。アドルフ・ケトレーの名前がつくこともある  。
円錐曲線の諸定理は古代ギリシアの数学者たちによって研究され証明されてきた。例えば「閉じた円錐曲線（楕円）は2つの点（焦点）からの距離の和が一定である軌跡である」は古代ギリシアの数学者、ペルガのアポロニウスらによって、「任意の円錐曲線において、焦点からの距離とある直線（準線）からの距離の比（離心率）が一定となる」はアレキサンドリアのパップスによって知られていたが、ダンドラン球面を用いることで後述の通り簡潔に証明することができる。
円錐曲線は焦点に対してそれぞれ1つの球を持つ。楕円は1葉の円錐内に2つのダンドラン球面を持ち、放物線は1葉の円錐内にただ1つのダンドラン球面を持ち、双曲線は頂点を挟んだ2葉の円錐内にそれぞれ1つのダンドラン球面を持つ。

## 閉じた円錐曲線が、2定点からの距離の和が一定である点の集合であることの証明
直円錐を平面で切断して閉じた円錐曲線ができる場合を考える。いま、図のように頂点を{\displaystyle S}とする円錐面の1葉の内部に2つの球面{\displaystyle G_{1}}，{\displaystyle G_{2}}が接しているとする({\displaystyle G_{1}}と{\displaystyle G_{2}}は交点を持たない)。各球面と円錐面の接する部分は円である(図の白線)。これらを{\displaystyle k_{1}},{\displaystyle k_{2}}とする。円錐面を{\displaystyle G_{1}},{\displaystyle G_{2}}の両方に接するような平面{\displaystyle e}で切断し、球{\displaystyle G_{1}},{\displaystyle G_{2}}と平面{\displaystyle e}との接点をそれぞれ{\displaystyle F_{1}},{\displaystyle F_{2}}とするとき、その円錐曲線上の任意の点{\displaystyle P}について距離の和{\displaystyle F_{1}P+F_{2}P}が一定であることを証明する。
　円錐曲線上の任意の点{\displaystyle P}に対し直線{\displaystyle SP}を考え、円{\displaystyle k_{1}},{\displaystyle k_{2}}との交点をそれぞれ{\displaystyle P_{1}},{\displaystyle P_{2}}とする。また、球面{\displaystyle G_{1}},{\displaystyle G_{2}}の中心をそれぞれ{\displaystyle M},{\displaystyle M'},半径を{\displaystyle r_{1}},{\displaystyle r_{2}}({\displaystyle r_{1}<r_{2}})とすると、
{\displaystyle \bigtriangleup MF_{1}P}は直角三角形なので、
　{\displaystyle F_{1}P^{2}=MP^{2}-MF_{1}^{2}=MP^{2}-r_{1}^{2}}
{\displaystyle \bigtriangleup MP_{1}P}は直角三角形なので、
　{\displaystyle P_{1}P^{2}=MP^{2}-MP_{1}^{2}=MP^{2}-r_{1}^{2}}
よって{\displaystyle F_{1}P=P_{1}P}
{\displaystyle \bigtriangleup M'F_{2}P},{\displaystyle \bigtriangleup M'F_{2}P}についても同様にして、{\displaystyle F_{2}P=P_{2}P}
よって、{\displaystyle F_{1}P+F_{2}P=P_{1}P+PP_{2}=P_{1}P_{2}}
{\displaystyle P_{1}P_{2}={\sqrt {MM'^{2}-(r_{2}-r_{1})^{2}}}}なので、この値は球面{\displaystyle G_{1}},{\displaystyle G_{2}}が与えられたときに決定している。
よって、この円錐曲線は2定点からの距離の和が一定である点の集合である。
この証明はペルガのアポロニウスの証明とは異なる流れである。
(楕円は円錐断面と軸のなす角や離心率によっても定義できるが)もし楕円の定義を「2定点からの距離の和が一定である点の集合」とするならば、上記の証明はこの円錐曲線が楕円であることを示している。
この証明は双曲線、放物線に対しても応用できる。 さらに平面と円柱との交差としての楕円についても応用できる。

## 焦点と準線との性質の証明
円錐断面の準線はダンドランの作図を用いて作図できる。各ダンドラン球面は円錐と円で接する。その円を含む2つの平面を考える。その2つの平行な平面は円錐断面と2つの直線で交わる。この直線が準線である。しかし、放物線は1つのダンドラン球面しか持たないため、準線も1本しか持たない。
ダンドラン球面を用いれば、任意の円錐断面は、点（焦点）からの距離が準線からの距離に比例する点の軌跡であることも証明できる。古代ギリシアの数学者、パップスはこの性質に気付いていたが、ダンドラン球面は簡潔な証明を与えた。
しかしこの証明はダンドランもケトレーも行っておらず、最初に行ったのは、1829年のパース・モートン、か1758年のヒュー・ハミルトンが、「円錐と接する球は、円錐断面と準線を定義する円で接する」と述べた。焦点と準線との性質は、ケプラーの法則の証明に不可欠である。